# جام طلایی کونکاکاف ۲۰۱۱
جام طلایی کونکاکاف ۲۰۱۱ یازدهمین دوره جام طلایی کونکاکاف بود که با شرکت تیم‌های عضو کونکاکاف (آمریکای شمالی، آمریکای مرکزی و کارائیب) برگزار شد. در پایان مسابقات تیم ملی فوتبال مکزیک برای ششمین بار به مقام قهرمانی رسید.